# UFC Fight Night: Родригес vs. Стивенс
UFC Fight Night: Rodríguez vs. Stephens, также известный как  UFC Fight Night 159 или UFC on ESPN+ 17 — турнир по смешанным единоборствам, проведённый организацией Ultimate Fighting Championship 21 сентября 2019 года на спортивной арене "Mexico City Arena" в городе Мехико, Мексика.

## Подготовка турнира
Хотя официально не объявлялось об этом, изначально целью промоушена в качестве заглавного события турнира была организация поединка в полулегком весе, в котором должны были встретиться бывшие претенденты на чемпионский титул американец с мексиканскими корнями Брайан Ортега и кореец Чон Чхан Сон. Тем не менее, организаторы решили пойти в другом направлении, и главным событием стал поединок в полулегком весе между победителем The Ultimate Fighter: Латинская Америка мексиканцем Яиром Родригесом и американцем Джереми Стивенсом.

#### Изменения карда турнира
На турнире был запланирован поединок в женском минимальном весе между бывшей чемпионкой Invicta FC Анджелой Хилл и дебютанткой Истелой Нунис. Однако 12 августа стало известно, что Нунис была снята с боя из-за неудавшейся допинг-контроля. Ее заменила другая бразильская дебютантка Ариани Карнелосси.
Алекс Перес должен был провести бой в наилегчайшем весе с Серхио Петтисом. Однако Перес отказался от боя 26 августа из-за травмы. Его заменил дебютант Тайсон Нэм.
На турнире Марион Рено должна была встретиться с Ирене Алдана. Однако Рено отказалась от боя 11 сентября по нераскрытым причинам. Ее заменила ещё одна бразильская дебютантка Ванесса Мелу.  На взвешивании Мелу весила 140 фунтов, что на 4 фунта больше лимита для боя в легчайшей весовой категории. Она была оштрафована на 30% ее гонорара за бой в пользу соперницы, и ее бой с Алданой прошел в промежуточном весе.

## Результаты турнира
| Бой п/п | Весовая категория    | Участники и результат боя   | Участники и результат боя | Участники и результат боя | Участники и результат боя | Участники и результат боя | Способ победы                               | Раунд | Время | Прим.              |
|         |                      | Главный кард (ESPN+)        |                           |                           |                           |                           |                                             |       |       |                    |
| Бой 12  | Полулёгкий вес       | Яир Родригес                | #7                        | vs.                       | Джереми Стивенс           | #8                        | Не состоялся (случайное попадание в глаз) * | 1     | 0:15  |                    |
| Бой 11  | Жен. минимальный вес | Карла Эспарса               | #8                        | поб.                      | Алекса Грассо             | #9                        | Решение большинства (28–28, 29–28, 29–28)   | 3     | 5:00  | Лучший бой вечера  |
| Бой 10  | Наилегчайший вес     | Брэндон Морено              | #9                        | ничья                     | Аскар Аскаров             | д                         | Раздельное решение (28–28, 28–29, 30–27)    | 3     | 5:00  |                    |
| Бой 9   | Промежуточный вес ** | Ирене Альдана               | #10                       | поб.                      | Ванесса Мелу              | д                         | Единогласное решение (30–26, 30–26, 30–26)  | 3     | 5:00  |                    |
| Бой 8   | Полулёгкий вес       | Стивен Питерсон             |                           | поб.                      | Мартин Браво              |                           | Нокаут (бэкфист кулаком)                    | 2     | 1:31  | Выступление вечера |
|         |                      | Предварительные бои (ESPN+) |                           |                           |                           |                           |                                             |       |       |                    |
| Бой 7   | Легчайший вес        | Хосе Альберто Киньонес      |                           | поб.                      | Карлос Хуачин             |                           | Единогласное решение (30–27, 30–27, 30–27)  | 3     | 5:00  |                    |
| Бой 6   | Полулёгкий вес       | Кайл Нельсон                |                           | поб.                      | Поло Рейес                |                           | Технический нокаут (удары руками)           | 1     | 1:36  |                    |
| Бой 5   | Жен. минимальный вес | Анджела Хилл                |                           | поб.                      | Ариани Карнелосси         | д                         | Технический нокаут (остановка доктором)     | 3     | 1:56  |                    |
| Бой 4   | Наилегчайший вес     | Серхио Петтис               | #5                        | поб.                      | Тайсон Нэм                | д                         | Единогласное решение (30–27, 30–27, 30–27)  | 3     | 5:00  |                    |
| Бой 3   | Полутяжёлый вес      | Пол Крейг                   |                           | поб.                      | Винисиус Морейра          |                           | Сдача, удушающий приём (удушение сзади)     | 1     | 3:19  | Выступление вечера |
| Бой 2   | Жен. легчайший вес   | Бет Коррея                  | #15                       | поб.                      | Сиджара Юбэнкс            | #14                       | Единогласное решение (29–28, 29–28, 29–28)  | 3     | 5:00  |                    |
| Бой 1   | Лёгкий вес           | Клаудио Пуэльес             |                           | поб.                      | Маркус Мариану            |                           | Единогласное решение (30–25, 30–25, 30–25)  | 3     | 5:00  |                    |

(д) Дебютный бой в UFC
[*] Случайное попадание Родригеса в глаз соперника, Стивенс отказался продолжать бой.
[**] Во время взвешивания Мелу весила 140 фунтов, что на 4 фунта превысило лимит легчайшей весовой категории, равный 136 фунтам. Мелу была оштрафована на 30% своего гонорара, и ее бой с Альданой проводился в промежуточном весе.

## Награды
Следующие бойцы были удостоены денежного бонуса в $50,000:
- Лучший бой вечера: Карла Эспарса vs. Алекса Грассо
- Выступление вечера: Стивен Питерсон и Пол Крейг